# Dvärgar (Tolkien)
Denna artikel handlar om dvärgar i J.R.R. Tolkiens verk. För andra betydelser, se dvärg.
Dvärgar (alviska: Naugrim) är ett av de folkslag som figurerar i J.R.R. Tolkiens böcker. De har framträdande roller bland annat i Tolkiens böcker Bilbo – En hobbits äventyr, Sagan om ringen och Silmarillion.

## Historia
I Silmarillion (kapitlet ”Aulë och Yavanna”) berättas om dvärgarnas skapelse. Dvärgarnas sju fäder skapas av valan Aulë ”i Midgårds mörker”. Han skapar dem innan Erus barn – människor och alver – vaknat till liv, för han är otålig att vänta på dessas ankomst. När han är färdig talar Eru Ilúvatar – den allsmäktige guden i Tolkiens värld – till honom.
”Varför har du gjort detta?” frågar Ilúvatar, och förklarar att Aulë endast givits makten över sitt eget liv, och varken har kraften eller rätten att skapa självständigt liv. De dvärgar som Aulë skapat kommer endast att kunna styras genom hans tanke, och inte tänka eller handla för sig själva.
Aulë ångrar sig och förklarar att han inte strävat efter att skapa själlösa slavar och håna Ilúvatar med sin skapelse. Han lyfter sin hammare för att förstöra dvärgarna, men de ryggar undan. Eru har av medlidande givit Aulës skapelse eget liv. Dvärgarnas sju fäder läggs att sova under berget på olika platser, tills efter att alverna – Erus Förstfödda – har vaknat.

## Karaktärsdrag
I Tolkiens värld beskrivs dvärgarna som satta, enträgna och av segt virke. De kan vara långsinta, men är inte onda av naturen.
Dvärgarna beskrivs som arbetsamma och ihärdiga varelser. De är benägna att minnas både oförrätter och välgärningar väldigt länge. De älskar ting skapade av sten och ädelstenar, och föredrar dessa framför sådana ting som lever ett eget liv. Dvärgarna är inte onda av naturen: få dvärgar har frivilligt tjänat Fienden.
Språket som talas av dvärgarna är en väl bevarad hemlighet. De låter väldigt ogärna ens sina närmaste vänner ta del av det. De namn på dvärgar som dyker upp i Tolkiens berättelser (exempelvis Gimli) är inte på dvärgarnas språk. Dessa ”inre namn” avslöjar de aldrig för utomstående; de ristar dem inte ens över sina gravar. Få ord på dvärgspråket är kända för andra än dvärgar. Ett exempel är dvärgarnas stridsrop: ”Baruk Khazád! Khazád ai-mênu” (”Dvärgarnas yxor! Dvärgarna är över er!”).

## Dvärgar i Tolkiens böcker

### ISilmarillion
I Silmarillion berättas att dvärgarnas allra äldsta boningar låg långt österut, men att de vandrade västerut och till sist kom till Beleriand. De gräver ut boningarna Nogrod och Belegost i Blå Bergen och Khazad-dûm i Dimmiga bergen. Dvärgar deltar också i byggandet av de stora alvboningarna Menegroth och Nargothrond. Under slaget Nirnaeth Arnoediad är det dvärgarna från Belegost som strider mot draken Glaurung. När draken anfaller och dödar Azaghâl, Belegosts herre, sårar Azaghâl med sina sista krafter honom så att han flyr fältet. Dvärgarna lyfter upp Azaghâls lik på en bår och lämnar striden, sjungande på en sorgesång och det berättas att ”ingen vågade hejda dem där de gick”.

#### I kapitlet ”Om Túrin Turambar”
Mîm smådvärgen har en roll i kapitlet ”Om Túrin Turambar”. När Túrin är ledare för en grupp fredlösa stöter de på tre dvärgar. De lyckas ta en av dvärgarna till fånga. Det är Mîm, som återfår sin frihet mot att Túrin och hans följe får bo i hans dolda salar på berget Amon Rûdh. Han leder dem dit, och där stannar de över vintern. Mîm berättar för Túrin hur hans förfäder blivit förvisade från dvärgstäderna i öst och vandrat västerut till Beleriand, där de blivit mindre till växten och tagit upp ett mer dolt liv. Av smådvärgarna finns nu bara Mîm och hans söner kvar.
Túrin och de fredlösas vistelse i Mîms hem avslutas när Mîm blir tillfångatagen av orcher och förråder Túrins gömställe för dem. Amon Rûdh överfalls av orcher och alla av Túrins följe av stråtrövare dör i striden – utom Túrin själv, som blir tillfångatagen.
Senare i boken dräps Mîm av Túrins far Húrin. Boken Húrins barn berättar samma berättelse som kapitlet ”Om Túrin Turambar” i Silmarillion, och Mîm spelar där samma roll.

#### I kapitlet ”Om Doriaths undergång”
I kapitlet ”Om Doriaths undergång” ger alvkungen Thingol i Doriath en uppgift åt några dvärgar från Nogrod. De ska arbeta om det kända smycket Nauglamír så att det innefattar en av silmarillerna, som är fantastiska ädelstenar. När arbetet är slutfört utbrister dock ett bråk om smycket, som slutar i att dvärgsmederna dräper konung Thingol och flyr med Nauglamír. Alla dvärgar utom två hinns ikapp och dräps. De två som kommit undan berättar för de andra dvärgarna i Nogrod om dådet, och Nogrods dvärgar går i krig mot Doriaths alver. De vinner, och plundrar kung Thingols salar. På vägen tillbaka till Nogrod blir dvärgarna överfallna av grönalver, under ledning av Beren.
I och med dessa strider uppstår en stor del av fientligheten mellan alver och dvärgar.

### IBilbo
I boken Bilbo – En hobbits äventyr beger sig huvudpersonen Bilbo ut på äventyr tillsammans med trollkarlen Gandalf och tretton dvärgar med Torin Ekenskölde som ledare. De vill ta tillbaks den skatt som draken Smaug stulit från dvärgarna under Ensamma berget. Efter många äventyr kommer de fram till Berget, där Smaug till slut dräps av bågskytten Bard. I boken nämns också en dvärgpopulation i Järnbergen, då med Dain som ledare. Dain blir ledare för dvärgarna under Ensamma Berget efter Smaugs död.

### ISagan om ringen
Den dvärg som spelar störst roll i Sagan om ringen är Gimli. Gimlis far är Glóin, en av dvärgarna som ingick i den expedition till Ensamma berget som Bilbo deltog i. Gimli är med i Ringens brödraskap från att det bildas i Vattnadal till dess att det upplöses vid Rauros. Efter det följer han, Aragorn och Legolas spåren efter de orcher som tillfångatagit Merry och Pippin till Rohan. Vid skogen Fangorns rand möter de Gandalf. Gimli deltar i slaget vid Helms klyfta och senare slaget på Pelennors slätter. Gimli följer med den här som striden mot Saurons trupper utanför Svarta porten. Efter Ringens krig är slut bygger dvärgarna upp mycket av det förstörda Minas Tirith. Gimli utvecklar en nära vänskap till alven Legolas. De färdas västerut år 1541 enligt Fylkes tideräkning.

#### I tilläggen
När Tolkien skrev Sagan om ringen skrev han sex stycken tillägg, som behandlar världen runt berättelsen, som publicerades i sista volymen The Return of the King. I den gamla översättningen av Åke Ohlmarks uteslöts dessa. De publicerades senare i volymen Ringens värld. I nyöversättningen återfinns tilläggen i tredje volymen: Konungens återkomst. I tilläggen till Sagan om ringen får läsaren veta mycket om dvärgar i allmänhet och Durins ätt i synnerhet.